# だだちゃ豆

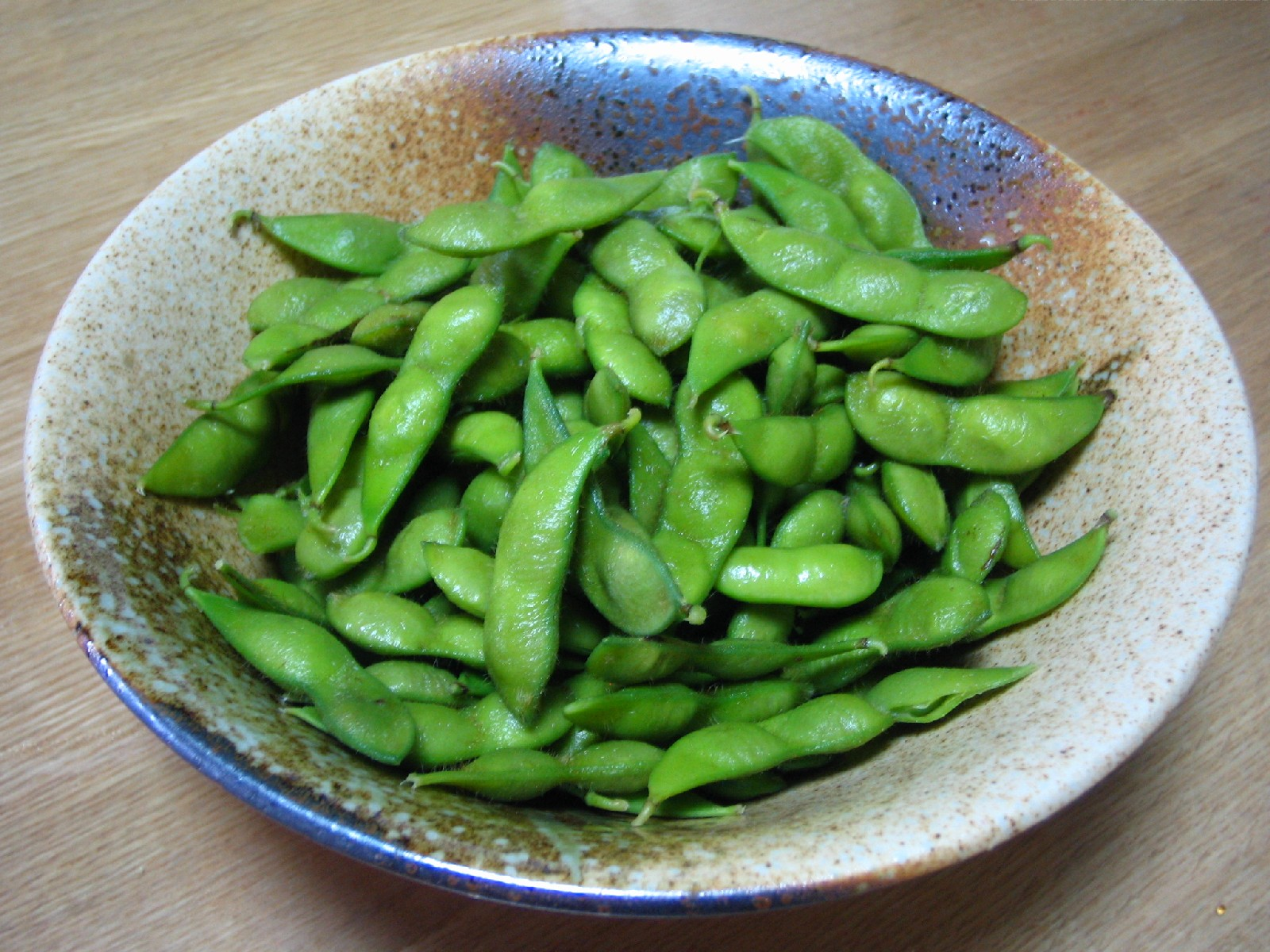
だだちゃ豆

だだちゃ豆（だだちゃまめ）は、枝豆用として栽培されるダイズ（大豆）の系統群である。山形県庄内地方の特産品。江戸時代に越後（現在の新潟県）から庄内に伝わった品種を選抜育成したものと考えられている。

## 特徴

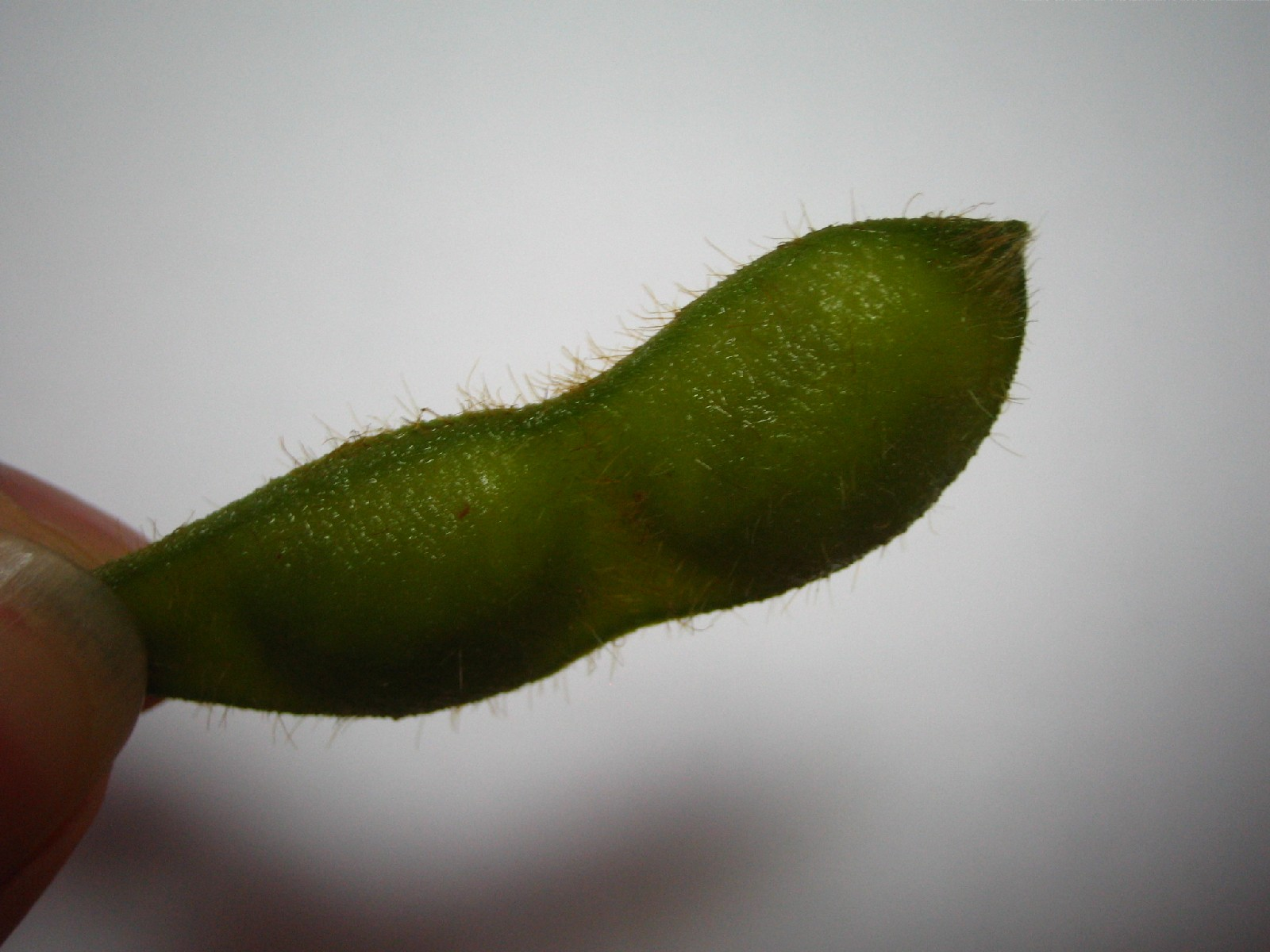
さやに残る茶色の毛

さやの毛が茶色で、くびれも深い。見栄えは必ずしも良くないが、甘味と独特の濃厚な風味を持っており、香りも強い。やや小粒の状態で出荷され、短めの時間で茹で上がる。
栽培する土地が合わないと風味が落ちてしまうことから、生産地が限られている。収穫期も短く、保存も困難であったため、「幻の豆」と呼ばれてきた。近年は輸送技術・速度の向上等により、地元以外でも店舗や通信販売で取り扱われたり、居酒屋などでメニューに並べられたりするようになり、全国的に知られている。
品種は8つ。「甘露（かんろ）」「早生甘露」「晩生甘露」「小真木（こまぎ）」「白山（しらやま）」「早生白山」「平田（ひらた）」「尾浦（おうら）」があり、特に人気があるのは「白山」である。

## 歴史
だだちゃ豆は明治の後期に誕生したとされる。当時の大泉村白山に帰農した士族、森屋藤十郎の娘であった初が、隣村の寺田から貰い受けた早生種の茶豆（枝豆用大豆の品種の一つ）の種を畑に植えたところ、その中に晩生で味の良い豆があった。その種を大切に保存して自分の畑で増やしていき、現在のだだちゃ豆のルーツとなった「藤十郎だだちゃ」を育てたという。

## 名称の由来
「だだちゃ」とは庄内地方の方言で「おやじ」「お父さん」を意味する。現在では普段それほど多用される言葉ではない。
江戸時代、献上された枝豆に対して庄内藩の殿様が「この枝豆は、どごのだだちゃの作った豆だや?」と尋ねたことから、それ以来「だだちゃ豆」と呼ぶようになったという説や、家長である「だだちゃ」にまず最初に食べてもらうのが正当であるということから呼ぶようになったという説など、諸説がある。

## 商標登録
「だだちゃ」は庄内地方の酒田市にある納豆メーカーが商標登録している。他地方産や味が異なる枝豆が「だだちゃ豆」の名で出回ることもあるため、JA鶴岡が管理権を受託し、ブランドの保護や類似品対策に努めている。

## その他
生の状態はもちろん、ずんだ菓子などの各種加工品も開発・販売されている。また、従来は生産地が鶴岡市大泉地区を中心とした地域に限定されていたが、最近では安丹などの集落のものも高品質、良食味として評価を得ている。他の地方で生産すると味が落ちることから、JA鶴岡としてはブランドイメージを維持するため、他地方で生産した「だだちゃ豆」は「だだちゃ豆」として販売しないよう要請している。
山形県の焼酎メーカー「金龍」は、だだちゃ豆を蒸留した蒸留酒（酒税法上はスピリッツ）を夏季限定で販売している。